# Federico Sandi
Federico Sandi (Voghera, 12 de agosto de 1989) es un expiloto de motociclismo italiano, que compitió en el Campeonato del Mundo de Motociclismo entre 2005 y 2008. También compitió en el Campeonato de Europa de Superstock 1000 a bordo de una Ducati 1199 Panigale y en el Campeonato Mundial de Superbikes.

## Resultados

### Mundial de Velocidad

#### Carreras por año
(Carreras en negrita indica pole position, carreras en cursiva indica vuelta rápida)
| Año  | Categoría | Moto    | 1       | 2       | 3      | 4       | 5       | 6       | 7       | 8       | 9       | 10      | 11      | 12      | 13      | 14      | 15      | 16      | 17     | Pts. | Pos. |
| ---- | --------- | ------- | ------- | ------- | ------ | ------- | ------- | ------- | ------- | ------- | ------- | ------- | ------- | ------- | ------- | ------- | ------- | ------- | ------ | ---- | ---- |
| 2005 | 125cc     | Honda   | SPA 18  | POR 27  | CHN 25 | FRA 19  | ITA Ret | CAT 18  | NED Ret | GBR 19  | GER Ret | CZE Ret | JPN 23  | MAL Ret | QAT 26  | AUS Ret | TUR Ret | VAL Ret |        | 0    | -    |
| 2006 | 125cc     | Aprilia | SPA 14  | QAT Ret | TUR 35 | CHN 23  | FRA DNQ | ITA Ret | CAT 22  | NED Ret | GBR 23  | GER 22  | CZE Ret | MAL 16  | AUS Ret | JPN Ret | POR 14  | VAL 22  |        | 4    | 27.º |
| 2007 | 125cc     | Aprilia | QAT Ret | SPA Ret | TUR 19 | CHN Ret | FRA 26  | ITA 18  | CAT 21  | GBR Ret | NED 24  | GER 23  | CZE 19  | RSM Ret | POR 19  | JPN Ret |         |         |        | 0    | -    |
| 2007 | 250cc     | Aprilia |         |         |        |         |         |         |         |         |         |         |         |         |         |         | AUS 20  | MAL Ret | VAL 20 | 0    | -    |
| 2008 | 250cc     | Aprilia | QAT -   | SPA -   | POR 14 | CHN -   | FRA 17  | ITA -   | CAT -   | GBR -   | NED -   | GER Ret | CZE 18  | RSM 12  | IND -   | JPN -   | AUS Ret | MAL -   | VAL 18 | 6    | 22.º |

### Campeonato Mundial de Superbikes

#### Carreras por año
| Year | Make     | 1      | 1      | 2      | 2       | 3      | 3      | 4      | 4      | 5       | 5      | 6      | 6      | 7      | 7      | 8      | 8      | 9      | 9      | 10      | 10      | 11     | 11     | 12     | 12      | 13     | 13     | 14     | 14     | Pos. | Pts. |
| Year | Make     | R1     | R2     | R1     | R2      | R1     | R2     | R1     | R2     | R1      | R2     | R1     | R2     | R1     | R2     | R1     | R2     | R1     | R2     | R1      | R2      | R1     | R2     | R1     | R2      | R1     | R2     | R1     | R2     | Pos. | Pts. |
| ---- | -------- | ------ | ------ | ------ | ------- | ------ | ------ | ------ | ------ | ------- | ------ | ------ | ------ | ------ | ------ | ------ | ------ | ------ | ------ | ------- | ------- | ------ | ------ | ------ | ------- | ------ | ------ | ------ | ------ | ---- | ---- |
| 2010 | Aprilia  | AUS -  | AUS -  | POR -  | POR -   | SPA -  | SPA -  | NED -  | NED -  | ITA -   | ITA -  | RSA -  | RSA -  | USA -  | USA -  | SMR 18 | SMR 20 | CZE -  | CZE -  | GBR -   | GBR -   | GER -  | GER -  | ITA 16 | ITA 13  | FRA -  | FRA -  |        |        | 3    | 25.º |
| 2011 | Ducati   | AUS -  | AUS -  | EUR -  | EUR -   | NED -  | NED -  | ITA -  | ITA -  | USA -   | USA -  | SMR -  | SMR -  | SPA -  | SPA -  | CZE -  | CZE -  | GBR -  | GBR -  | GER -   | GER -   | ITA 13 | ITA 12 | FRA -  | FRA -   | POR -  | POR -  |        |        | 7    | 26.º |
| 2012 | BMW      | AUS -  | AUS -  | ITA -  | ITA -   | NED -  | NED -  | ITA -  | ITA -  | EUR -   | EUR -  | USA -  | USA -  | SMR 20 | SMR 17 | SPA -  | SPA -  | CZE -  | CZE -  | GBR -   | GBR -   | RUS -  | RUS -  | GER -  | GER -   | POR -  | POR -  | FRA -  | FRA -  | 0    | -    |
| 2013 | Kawasaki | AUS 16 | AUS 14 | SPA 12 | SPA Ret | NED 16 | NED 14 | ITA 15 | ITA 13 | GBR Ret | GBR 14 | POR 10 | POR 13 | ITA 13 | ITA 14 | RUS 11 | RUS C  | GBR 16 | GBR 13 | GER Ret | GER Ret | TUR 11 | TUR 12 | USA 14 | USA Ret | FRA 12 | FRA 13 | SPA 16 | SPA 15 | 55   | 17.º |